# Бял мишелов
Белият мишелов (Pseudastur albicollis) е вид птица от семейство Ястребови (Accipitridae).

## Разпространение и местообитание
Разпространен е в Белиз, Боливия, Бразилия, Венецуела, Гватемала, Гвиана, Еквадор, Колумбия, Коста Рика, Мексико, Никарагуа, Панама, Перу, Салвадор, Суринам, Тринидад и Тобаго, Френска Гвиана и Хондурас.